# Thuine
Thuine è un comune di quasi 2 000 abitanti della Bassa Sassonia, in Germania.
Appartiene al circondario (Landkreis) dell'Emsland (targa EL) ed è parte della comunità amministrativa (Samtgemeinde) di Freren.
Tra il 1857 e il 1869 vi sorse la congregazione delle suore Francescane di San Giorgio Martire, fondata da madre Anselma Bopp e dal parroco Gerhard Dall.